# Guru
Кит Эдвард Илам (англ. Keith Edward Elam; 17 июля 1961 — 19 апреля 2010), более известный под своим сценическим псевдонимом Guru (рус. Гу́ру), американский MC и член хип-хоп дуэта Gang Starr, вместе с DJ Premier. Имя Guru является бэкронимом от Gifted Unlimited Rhymes Universal, также может быть расшифровано как God is Universal; he is the Ruler Universal.

## Ранние годы
Кит Эдвард родился в районе Роксбери города Бостон, штат Массачусетс. Его отец, Гарри, был судьей, мать, Барбара, была одним из директоров библиотек в системе государственных школ Бостона. Илам окончил колледж в области делового администрирования в Морхаус в Атланте и обучался в Fashion Institute of Technology в Манхэттене. Позднее он бросил учёбу для продолжения карьеры рэп-исполнителя.
Так же Гуру вступил в организацию известную как Народ Богов и Земель.

## Музыкальная карьера
Начал свою рэп карьеру под псевдонимом MC Keithy E, но позже сменил его на Guru. Он основал Gang Starr в 1987 году. Первоначально группа выпустила три записи, спродюсированные DJ Марк 45 King, на Wild Pitch Records, но эти записи привлекли мало внимания. После изменения в составе, группа, состоящая из Guru и DJ Premier, выпустила свой первый альбом «No More Mr. Nice Guy», они получили значительную поддержку и выпустили 6 хорошо оцененных критиками альбомов в период с 1989 по 2003 год, и оказавших существенное влияние на хип-хоп . Два альбома, Moment of Truth (1998) и компиляция Full Clip: A Decade of Gang Starr (1999) получили золотой статус в Соединенных Штатах. Gang Starr создали «архетипический рэп восточного побережья».
В 1993 году Илам выпустил первый в серии из четырёх сольных альбомов. Jazzmatazz, Vol. 1 в сотрудничестве с MC Solaar, Ронни Джорданом и другими исполнителями, который получил положительные отзывы. Его второй сольный альбом «Jazzmatazz, Vol. 2: The New Reality» был выпущен в 1995 году. Третий диск был выпущен в 2000 году.Говоря об истоках проекта Jazzmatazz, Илам сказал: «В 1993, когда я впервые разрабатывал концепцию Jazzmatazz, я заметил, как много „котов“ копались в ящиках, искали и семплировали джазовые записи для создания собственных хип-хоп композиций. Тогда я думал, что это круто, я решил перенести все это на новый уровень и фактически создать новый жанр, мы семплировали в студии, смешивая хип-хоп бит с некоторыми из лучших вокалистов нашего времени. Вы знаете, все это было экспериментальным, но я знал, что это идея породит историческую музыку».
Планировалась запись альбома воссоединенного Gang Starr, но не была осуществлена из-за смерти Гуру.

Помимо музыки Guru озвучил персонажа «8-ball» в видеоиграх Grand Theft Auto III и Grand Theft Auto: Liberty City Stories, а также снялся в нескольких фильмах где играл второстепенные роли.

## Смерть
28 февраля 2010 у Guru остановилось сердце, и затем, после операции, он впал в коматозное состояние. Было заявлено, что Гуру вышел из комы, но умер 19 апреля 2010, в 48 лет от рака. У Илама остались родители, братья, сестры и сын, Кит Касим.